# La Bauche
La Bauche ist eine französische Gemeinde mit 541 Einwohnern (Stand: 1. Januar 2022) im Département Savoie in der Region Auvergne-Rhône-Alpes (vor 2016 Rhône-Alpes). Sie gehört zum Kanton Le Pont-de-Beauvoisin (bis 2015 Les Échelles) im Arrondissement Chambéry und ist Mitglied im Gemeindeverband Cœur de Chartreuse. 

## Geographie
La Bauche liegt etwa 15 Kilometer südwestlich von Chambéry. Nachbargemeinden von La Bauche sind Attignat-Oncin im Norden, Saint-Thibaud-de-Couz im Osten und Nordosten, Saint-Jean-de-Couz im Osten und Südosten, Saint-Pierre-de-Genebroz im Süden und Südosten sowie Saint-Franc im Westen.

## Bevölkerungsentwicklung
| Jahr                       | 1962 | 1968 | 1975 | 1982 | 1990 | 1999 | 2006 | 2013 |
| -------------------------- | ---- | ---- | ---- | ---- | ---- | ---- | ---- | ---- |
| Einwohner                  | 208  | 179  | 154  | 117  | 171  | 224  | 285  | 523  |
| Quellen: Cassini und INSEE |      |      |      |      |      |      |      |      |

## Sehenswürdigkeiten
- Kirche, 1869 bis 1875 erbaut
- Rathaus, 1864 bis 1870 erbaut
- Schloss La Bauche aus dem Jahre 1733

## Persönlichkeiten
- Ernest Vessiot (1865–1952), Mathematiker

## Weblinks

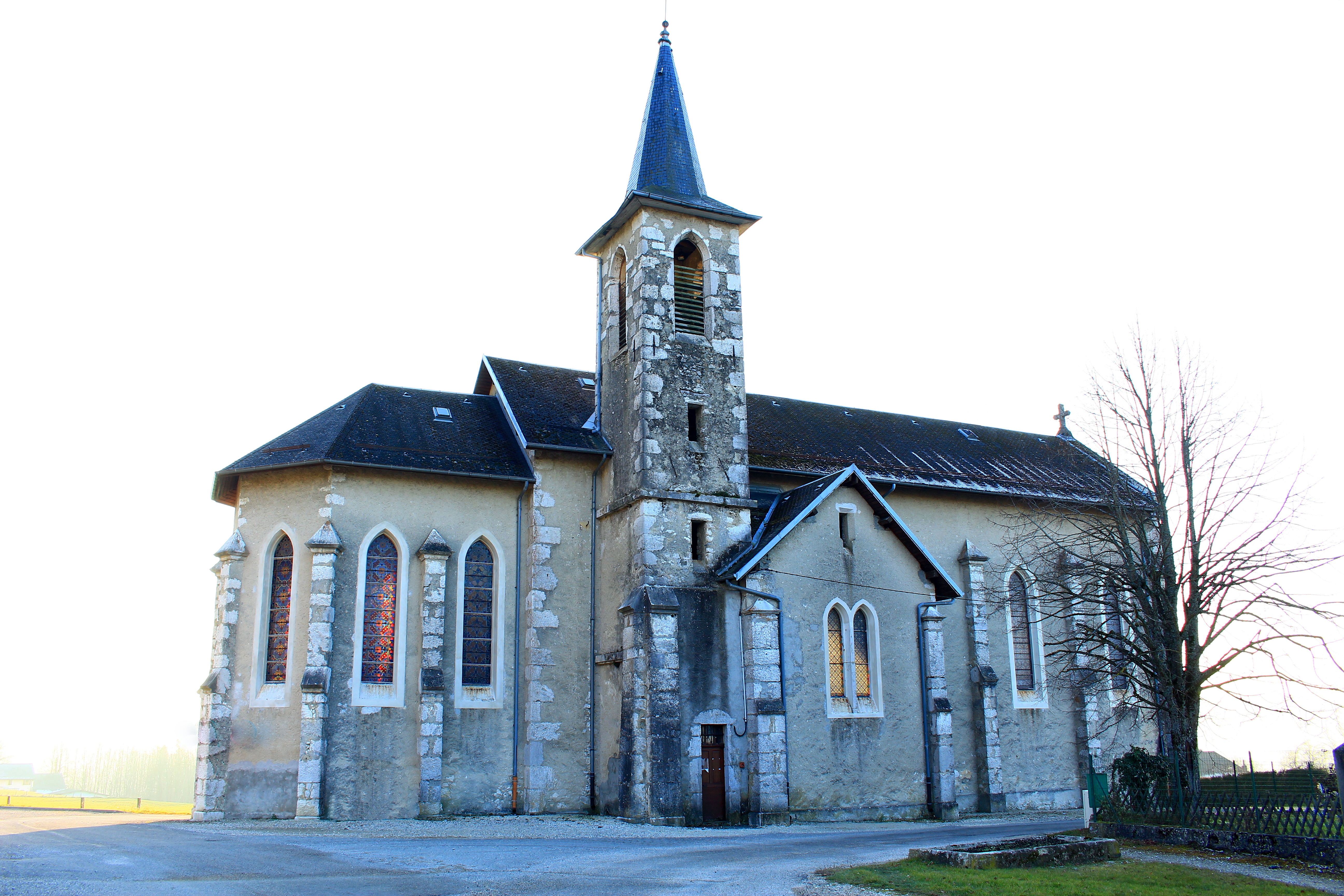
Kirche